# Pierre III d'Amboise
Pierre III d'Amboise, évêque de Poitiers est né vers 1450, au château de Chaumont-sur-Loire. Il meurt le 1er septembre 1505, à Blois.

## Biographie
Il est issu d'une famille d'ancienne extraction de Touraine. C'est le sixième fils de Pierre d'Amboise, seigneur de Chaumont-sur Loire, conseiller et chambellan de Charles VII, et d'Anne de Bueil, fille de Jean IV de Bueil, comte de Sancerre. Il est le frère de Georges d'Amboise cardinal et premier ministre de Louis XII.
Il est envoyé, très jeune, à l'abbaye Saint-Jouin de Marnes dont il devient l'abbé en 1467.

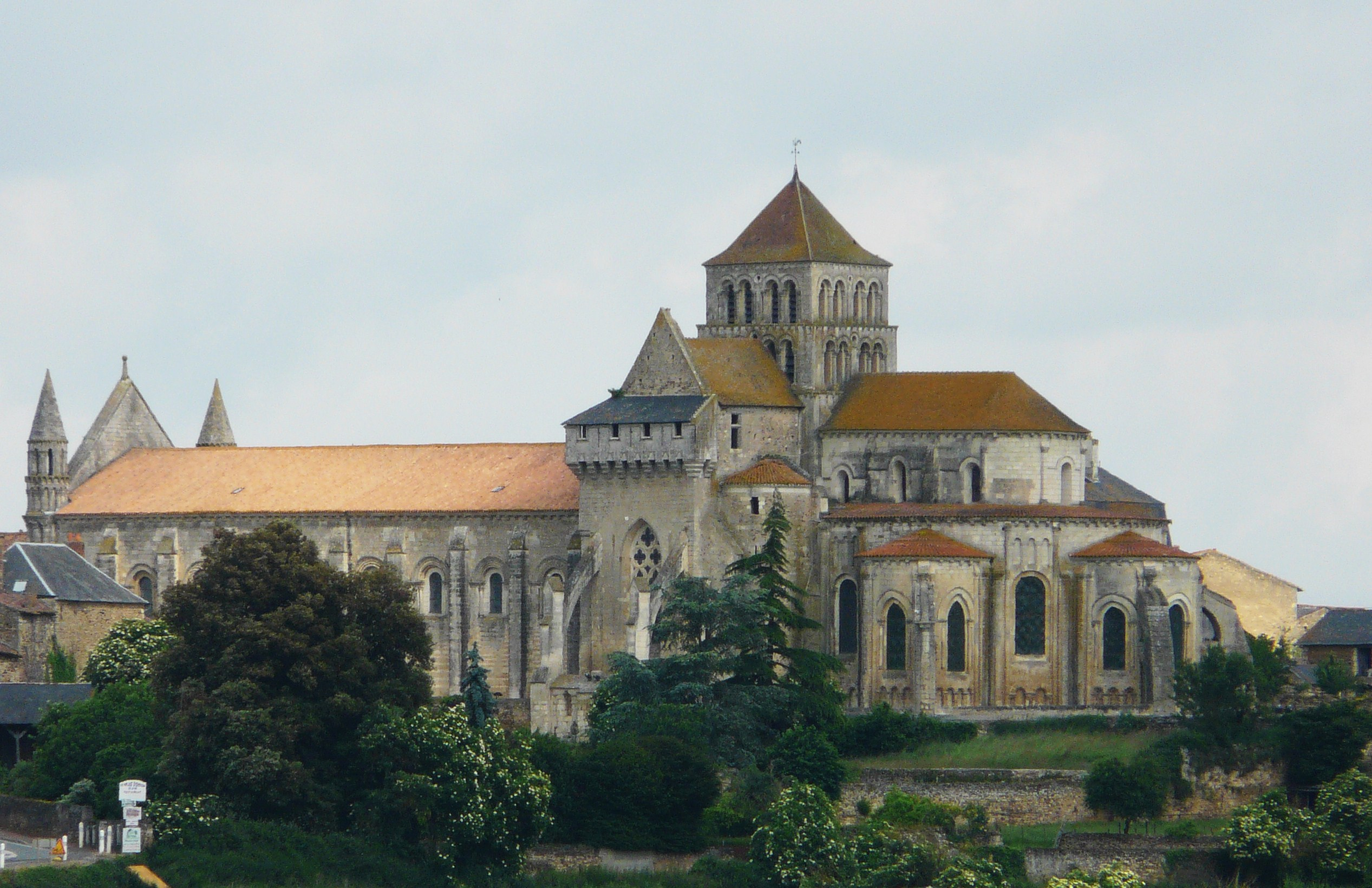
Abbaye de Saint-Jouin de Marnes dans les deux-Sèvres

Le 21 novembre 1481, Louis XI le nomme évêque de Poitiers.
Il devient ensuite conseiller du roi Charles VIII, qu'il reçoit à Poitiers, en 1486.
Il a souvent été en désaccord avec le chapitre, mais participe, en 1501, à la rencontre des évêques de France, à Blois. Il préférera, par la suite, se consacrer à la réparation des églises et monastères de son diocèse, ainsi qu'à la reconstruction du château de Dissay.
Très riche, il dispose d'énormes revenus de son diocèse, mais aussi, des abbayes de Saint-Jouin de Marnes, de Saint-Laon de Thouars, de l'abbaye de Lyre, de l'abbaye de Ferrières, et des prieurés de Rouvres et de Parthenay-le-Vieux.
Il a un enfant naturel avec Catherine Genouillac, fille d'un apothicaire d'Angles.
Contrairement à ses frères et sœurs, il affiches sur ses armes aux écartelé des armes paternelles d'Amboise les différents quartiers des parentés maternelles : Bueil, Sancerre (sans potencé de gueule) et Auvergne (ici la version d'or au dauphin paumé d'azur).

## PierreIIId'Amboiseet les arts
Dès son plus jeune âge, Pierre III d'Amboise s'emploie à restaurer les églises, monastères, abbayes et prieurés dont il a la charge. Il fait rebâtir le réfectoire et le dortoir de l'abbaye Saint-Jouin de Marnes et plus tard, en 1476, il fait refaire, avec richesse et élégance, le cloître de cette abbaye du XIIe siècle, en apposant ses propres armes sur les clés de voûte. Il fait construire sur les bords du Clain l'imposant et élégant château de Dissay qui devient par la suite une résidence pour les évêques de Poitiers jusqu'à la Révolution.

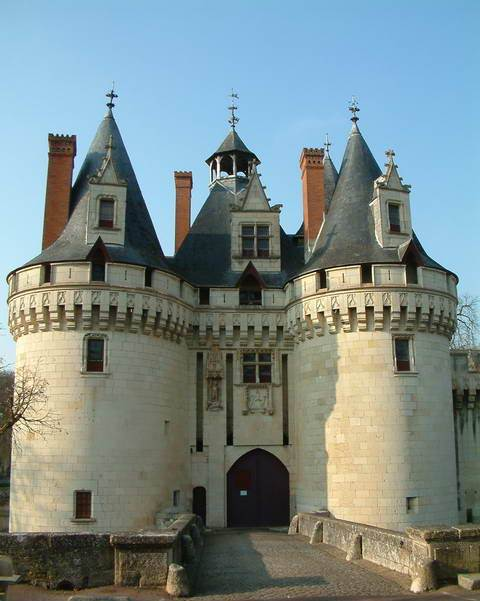
Entrée du Château de Dissay

Il fonde en ce lieu une collégiale dont il ne reste aujourd'hui qu'un seul mur, sur lequel s'appuient des supports pourvus de niches, évoquant celles de la chapelle de l'hôtel de Cluny, à Paris, construite par son frère Jacques d'Amboise. La chapelle du château de Dissay a conservé sa porte et son pavement d'origine. Ses vitraux portent encore le blason et la devise de Pierre III d'Amboise. Cette chapelle présente un ensemble exceptionnel de fresques du XVe siècle. Le château de Dissay, où séjournera François Ier, est un très bel ensemble architectural entouré de vastes douves, très profondes, où se reflètent les grandes tours blanches du château.

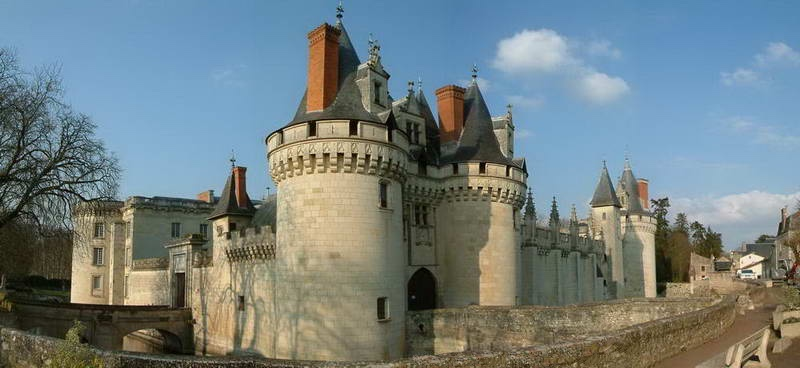
Château de Dissay, près de Poitiers.(Vienne)